# Гидремия
Гидремия (др.-греч. ὕδωρ — вода + αἷμα — кровь), или гемоделюция — медицинский термин, означающий повышенное содержание воды в крови, что приводит к снижению удельной концентрации эритроцитов. Помимо этого при гидремии наблюдается общее снижение плотности и вязкости крови, содержания гемоглобина, концентрации общего белка, изменение белкового коэффициента за счёт относительного увеличения глобулинов и уменьшения альбуминов. Наиболее частые причины гидремии: чрезмерное употребление жидкости или задержка воды в кровяном русле при гипопротеинемии. Гидремия является побочным эффектом при различных болезнях, сопровождающихся истощением организма, злокачественных опухолях, туберкулёзе, вторичных анемиях, хронических гнойных процессах, пороках сердца, некоторых болезнях почек, длительных голоданиях и др..
Не следует путать собственно гидремию и гидремическое полнокровие: 
- гидремия, или увеличение жидкой части крови без возрастания общей массы крови, как правило, является побочным эффектом обильных кровопотерь, когда некоторое время объём крови уменьшен, но в результате быстрого поступления в кровеносное русло воды из окружающих тканей процентное содержание её в крови резко возрастает;
- гидремическое полнокровие, или значительное увеличение массы крови, развивается вследствие чрезмерного введения жидкости в организм, при нарушении выделительной функции почек, в период рассасывания больших отёков, асцита, а также при некоторых формах анемий.